# Кристална ноћ
Кристална ноћ, такође позната и по називу Царска кристална ноћ (или Pogromnacht — „ноћ погрома“), је био велики погром који се десио широм Немачке у ноћи 9. новембра, 1938. (укључујући ране часове следећег дана). Погром је био усмерен против јеврејских грађана широм земље, и за многе посматраче је био прва назнака онога шта данас називамо Холокаустом (чија је претеча).

## Терминологија
Име овог догађаја је унеколико контроверзно. Називан је именом Kristallnacht („Кристална ноћ“) од стране многих људи због поломљених излога продавница чији су власници махом били Јевреји. Начелно постоје два објашњења за овај термин:
Др. Валтер Х. Пеле, историчар специјализован за модерну Немачку је тврдио да директан превод није прихватљив јер је његова оригинална намера била да цинично пропагира насиље као нешто метафорички „сјајно и блиставо“ за Немачку.
У термину Reichskristallnacht, префикс Reichs- је присвојни придев именице Рајх, што значи „царство“. Обе форме ове речи су широко коришћене у немачкој владиној пропаганди током нацистичког периода, и у овом случају би се истакло како (небитно колико спонтаним представљен овај догађај) се ради о догађају од значаја за целу нацију, а не само о скупу локалних догађаја, чији се значај ограничава на те заједнице.
Много вероватније али заборављено порекло речи Kristallnacht није у немачкој пропаганди него у разговорима обичних људи, поготово у Берлину. Свесни чињенице да су много озбиљнији злочини него што је разбијање излога почињени, људи су сковали овај еуфемистичан назив јер су се бојали репресије нацистичког државног апарата ако би назвали ствари правим именом. Многим људима је било јасно да новембарски погроми нису били изливи „спонтаног гнева немачког народа“ као што је нацистичка пропаганда покушавала да представи, већ државно-организован и извршен чин терора. Ово објашњава префикс Reichs- („империјални“), који су људи користили и у другим контекстима да исмеју и критикују аспекте нацистичке диктатуре (нпр. Reichswasserleiche — „Царски дављеник“ за глумицу Кристину Зедербаум). Значење (Reichs-)Kristallnacht као термина који критикује и оптужује нацистичко руководство је био у великој мери заборављен.
Данас се у Немачкој углавном користи израз Pogromnacht („ноћ погрома“), што осликава консензус да је Kristallnacht исувише еуфемистичан израз.

## Догађаји

### Увод
Током 1930-их, многи Јевреји пољског порекла су живели у Немачкој. Петка 28. октобра, 1938, 17.000 њих је без упозорења окупљено усред ноћи и депортовано из Немачке у Пољску. Многи од њих су били у Немачкој већи део свог живота; неки су чак били одликовани немачки ветерани из Првог светског рата.
Пољска влада је одбила да их прими, због чега су се они вукли између немачких и пољских граничних испостава током хладних дана и ноћи, док немачке власти нису коначно убедиле пољску владу да им одобри улаз.
Хершел Гринспан, немачки Јеврејин који је побегао у Француску, је примио писмо од своје породице у коме су описани ужасни услови које су они искусили током ове депортације. У понедељак 7. новембра, он је упуцао секретара немачке амбасаде у Паризу, Ернста фом Рата.
Два дана касније, Рат је преминуо у болници, и то је дало повода нацистима да организују погром.

### Кристална ноћ
Убиство фом Рата је служило као изговор да се лансира дивљање против јеврејског становништва широм Немачке. Планирано је да напад изгледа као спонтани чин, али га је у ствари организовала немачка влада. Ово значи да је са организацијом било сагласно вођство НСДАП-а, и да се као у честим случајевима влада ослањала на партијску организацију као додатак званичним владиним линијама ауторитета.
У погрому је оштећено и у многим случајевима уништено око 1574 синагога (скоро све које су постојале у Немачкој), многа јеврејска гробља, више од 7.000 јеврејских радњи, и 29 великих трговина. Више од 20.000 Јевреја је ухапшено и одведено у концентрационе логоре; неколицина је пребијена на смрт док су остали били приморани да гледају. Број убијених Јевреја није са сигурношћу утврђен, али процене варирају од 36 до око 200 током два дана немира. Најчешће се говори о броју 91. Природу насиља осликава и чињеница да су неки Немци који нису били Јевреји убијени само зато што је неко сматрао да „изгледају као Јевреји“.

### Тадашњи одјек у свету
Кристална ноћ је узроковала бес широм света. Дискредитовала је пронацистичке покрете у Европи и Северној Америци, и с временом довела до њиховог опадања. Многе новине су осудиле овај погром, а неки су га поредили са убилачким погромима у царској Русији током 1880-их. САД су повукле свог амбасадора (али нису прекинуле дипломатске односе) док су друге владе прекинуле дипломатске односе са Немачком у знак протеста.

### Даљи догађаји
Прогон и економска штета учињена немачким Јеврејима није стала са погромом, иако су њихове радње опљачкане. Били су такође приморани да плате колективну казну од 1 милијарде марака нацистичкој влади. Ово представља форму колективног кажњавања, које је касније забрањено Женевским конвенцијама.
Кад је најављивао насилну наплату, врховни нацистички званичник, Херман Геринг који се још раније залагао за мере против Јевреја, је омашком описао тешке услове којима су били изложени Јевреји након Кристалне ноћи:
"Немачко јеврејство ће као казну за њихове гнусне злочине, итд. морају да дају допринос од једне милијарде марака. Свиња неће починити ново убиство. Узгред, морам приметити да ја не бих волео да будем Јеврејин у Немачкој."
Ова ноћ је увела нову фазу у антисемитским активностима нацистичке партије и државних апарата, водећи до депортација, и коначно истребљења већине Јевреја који су живели у Немачкој. Мада је у то време мало људи то знало, погром Кристалне ноћи је био први корак у систематском прогону и масовним убиствима Јевреја широм Европе у ономе шта ће постати познато као Холокауст.

## Модерни одговор
Много деценија касније, веза са годишњицом Кристалне ноћи је истицана као главни разлог против бирања 9. новембра, дана рушења Берлинског зида, 1989, за нови немачки национални празник; изабран је 3. октобар 1990, за празник поновног уједињења Немачке.
2. мајa 1991. у Задру је био низ напада на српске куће и имовину од стране хрватских шовиниста. Ови нереди се сматрају основним разлогом за напуштање Срба из Задра.
17. марта 2004. на Косову и Метохији је организован погром Срба од стране албанске заједнице. Мартовски погром на Космету је по много чему подсећао на кристалну ноћ у Немачкој. Као повод је искоришћена смрт неколицине албанске деце, која су се наводно утопила док су их јурила српска деца (међународна истрага је показала да нема доказа који би поткрепили ову тврдњу). 70.000 грађана албанске националности је 17. марта изашло на улице широм Космета, и искористивши инертност међународних војних и полицијских снага, извршила систематске нападе на српске енклаве на Косову и Метохији. Том приликом је неколико особа погинуло, спаљен је велики број српских кућа, школа, болница и православних цркава, од којих су неке биле изграђене у 12. веку, и биле под заштитом УНЕСКО-а. Као још једна сличност између кристалне ноћи и мартовског погрома се намеће и чињеница да су албански политичари, као и немачки-нацистички истицали да се радило о „спонтаним изливима оправданог гнева грађана“.